# フョードル・レシェートニコフ

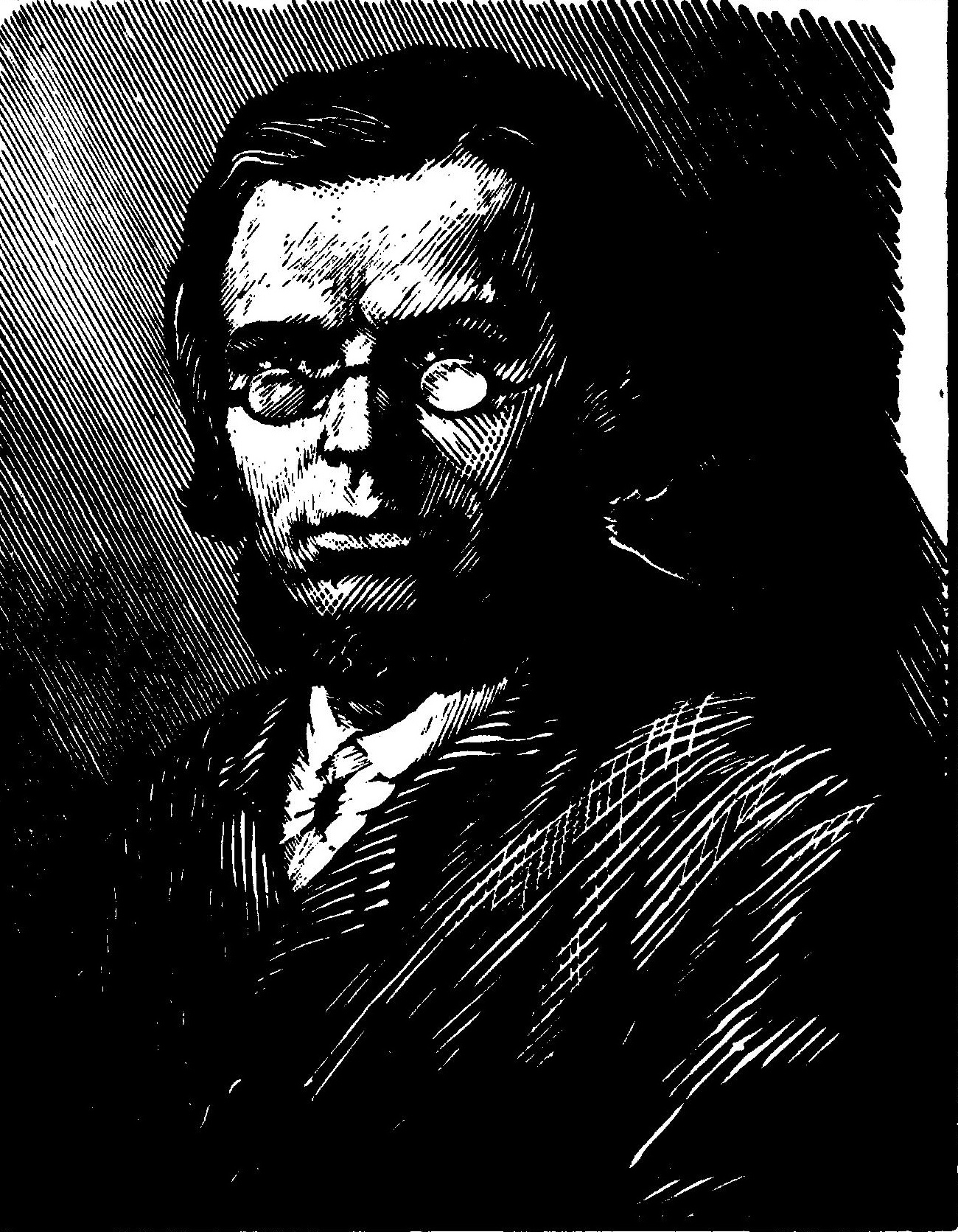
フョードル・レシェートニコフ

フョードル・ミハイロヴィッチ・レシェートニコフ（ロシア語:Фёдор Миха́йлович Реше́тников、ラテン文字表記例:Fyodor Mikhaylovich Reshetnikov、1841年9月17日（ユリウス暦9月5日） - 1871年3月21日（ユリウス暦3月9日））は、ロシア帝国エカテリンブルク出身の小説家。満29歳で死去したが、ロシアに於ける農奴解放令後の農民生活の破綻や、ウラルの労働者や下層民の実態、女性解放について書き、ロシア文学で初めてストライキを扱った作品を著してもいる。
同国出身の小説家イヴァン・ツルゲーネフはレシェートニコフを「堅実な真理」と特色づけ、日本のロシア文学者である中村融もレシェートニコフを「ロシア民衆作家の写実派創始者」と評している。

## 生涯
1841年9月17日、ロシア帝国ペルミ県エカテリンブルクで、郵便配達を務めていた父の元に生まれる。しかし母の死後はペルミにいた伯父の元で育った。
1847年にペルミの小学校に通う。14歳の頃に手紙を盗んだ罪により起訴され、2年間に及んだ裁判はレシェートニコフに3ヶ月間修道院に留まるよう判決を下した。
1859年に学校を卒業。その後はエカテリンブルクやペルミで書記や役員として働く傍ら、同国出身の詩人であるニコライ・ネクラーソフの影響を受け、創作を始める。
1863年にはサンクトペテルブルクに引っ越し、新聞にエッセイを寄稿していた。翌年1864年には同国出身の小説家アレクサンドル・プーシキンが主宰していた文学雑誌『同時代人』に『ポドリポフカ村の人々』 «Подлиповцы» を発表。『ポドリポフカ村の人々』は数字の5以上を数えることすらできなくなったペルミの農民の悲惨さを描いた作品で、これによってレシェートニコフは一躍名前を博した。
1865年に結婚し、2人の子を儲けた。同年、ウラル山脈付近に位置するペルミ、ソリカムスク、ウソーリエ、チェルドゥイニ、タギル川を回り、農民たちを取材し、自身の作品に活かそうとした。
1871年3月21日にサンクトペテルブルクで、肺水腫のため満29歳で亡くなった。

## 作品
日本語題は下記の参考文献にあったものとする。
- 1864年 - «Ставленник» （中編小説）
- 1865年 - «Между людьми» （自伝的中編小説）
- 1866年 - 『鉱山労働者』 «Горнорабочие» （長編小説）
- 1866年 - «На большой дороге» （エッセイ）
- 1866-67年（1880年再版） - 『グルーモフ家の人々』 «Глумовы» （長編小説）
- 1867年 - «Очерки обозной жизни»
- 1868年 - 『どこがよりよいか？』 «Где лучше?» （長編小説）
- 1870年 - 『自分のパン』 «Свой хлеб» （長編小説）
- «Рабочие лошади»

この他にも多くの短編小説やエッセイなどを残している。